# Abdul-Rahim Hamed
Pour les articles homonymes, voir Hamed.
Abdul-Rahim Hamed Aufi (né le 23 mai 1963 en Irak) est un footballeur international irakien, qui évoluait au poste d'attaquant.

## Biographie

### Carrière en sélection
Avec l'équipe d'Irak, il figure dans le groupe des sélectionnés lors de la coupe du monde de 1986. Lors du mondial, il joue trois matchs : contre le Paraguay, la Belgique et le Mexique
Il participe également aux JO de 1984.